# Wandervogel

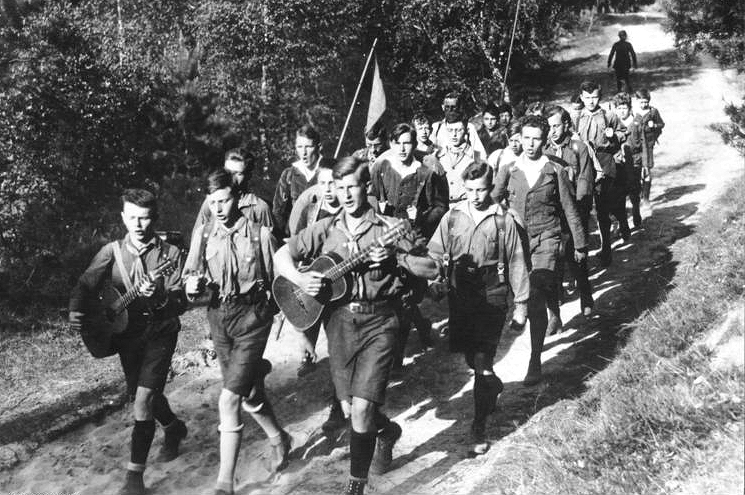
De Wandervogel-groep uit Steglitz, Berlijn, rond 1930.

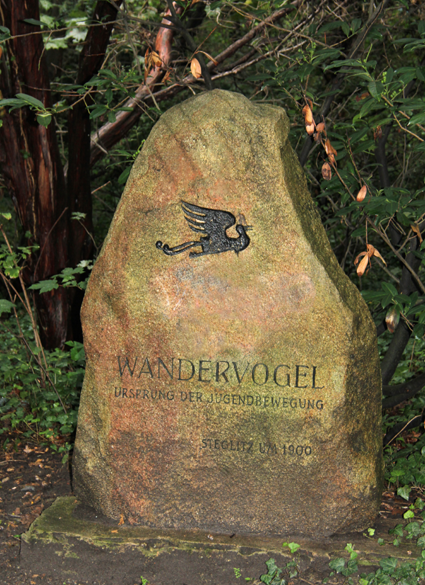
Gedenksteen voor de oprichting van de Wandervogel in Steglitz, Berlijn.

De Wandervogel (de 'trekvogel'/'wandelvogel') is een Duitse jongerenbeweging die ontstond in het Berlijnse stadsdeel Steglitz in 1896. Deze bestond vooral uit scholieren en studenten uit de steden, die in groepsverband voettochten en bergwandelingen gingen maken in de vrije natuur. Door de voortschrijdende industrialisering en de idealen van de Romantiek, maakten zij zich los van het benauwende keurslijf van school en maatschappij, om in de vrije natuur een eigen levenswijze te ontwikkelen.
Onder de idealen uit de Romantiek vielen onder meer een nostalgische hang naar het verleden, een grote waardering voor de natuur, het belang van vriendschap en groepsbinding en de waardering van de volkscultuur. Naast de wandeltochten kwam dit in de Wandervogel bijvoorbeeld tot uitdrukking door het zingen van oude volksliedjes, die de jeugd verbonden met het verleden en het groepsgevoel versterkten. Met name het wijdverspreide volksliedboek Der Zupfgeigenhansl was binnen de Wandervogel zeer geliefd.
De Wandervogel-beweging vormde het begin van de Duitse Jeugdbeweging (Jugendbewegung) van de eerste drie decennia van de twintigste eeuw, die een aanzet vormde voor de vernieuwende pedagogiek, het naturisme en de reformbeweging.
De scholier Karl Fischer gaf de aanzet om de wandeltochten van het Gymnasium Steglitz te verankeren in een organisatie. Hierdoor werd in 1901 de Wandervogel als vereniging opgericht. Als groepsbegeleider drukte hij zijn stempel op de invulling van de activiteiten. Binnen enkele jaren breidde de beweging zich over het hele Duitse taalgebied uit.
Door verschillende opvattingen over leiding geven en over wat de kernpunten zouden moeten zijn, ontstonden er vele afsplitsingen en nieuwe verenigingen. Twistpunten waren bijvoorbeeld de deelname van meisjes en de keuze voor geheelonthouding.
De Eerste Wereldoorlog veranderde de verhouding tussen de Jugendbewegung en de Wandervogel. Een echt keerpunt was echter de veranderingen die de nationaalsocialisten doorvoerden, zoals de splitsing van de Jugendbünde (Jeugdbond) in de Hitlerjugend.

## De naam Wandervogel

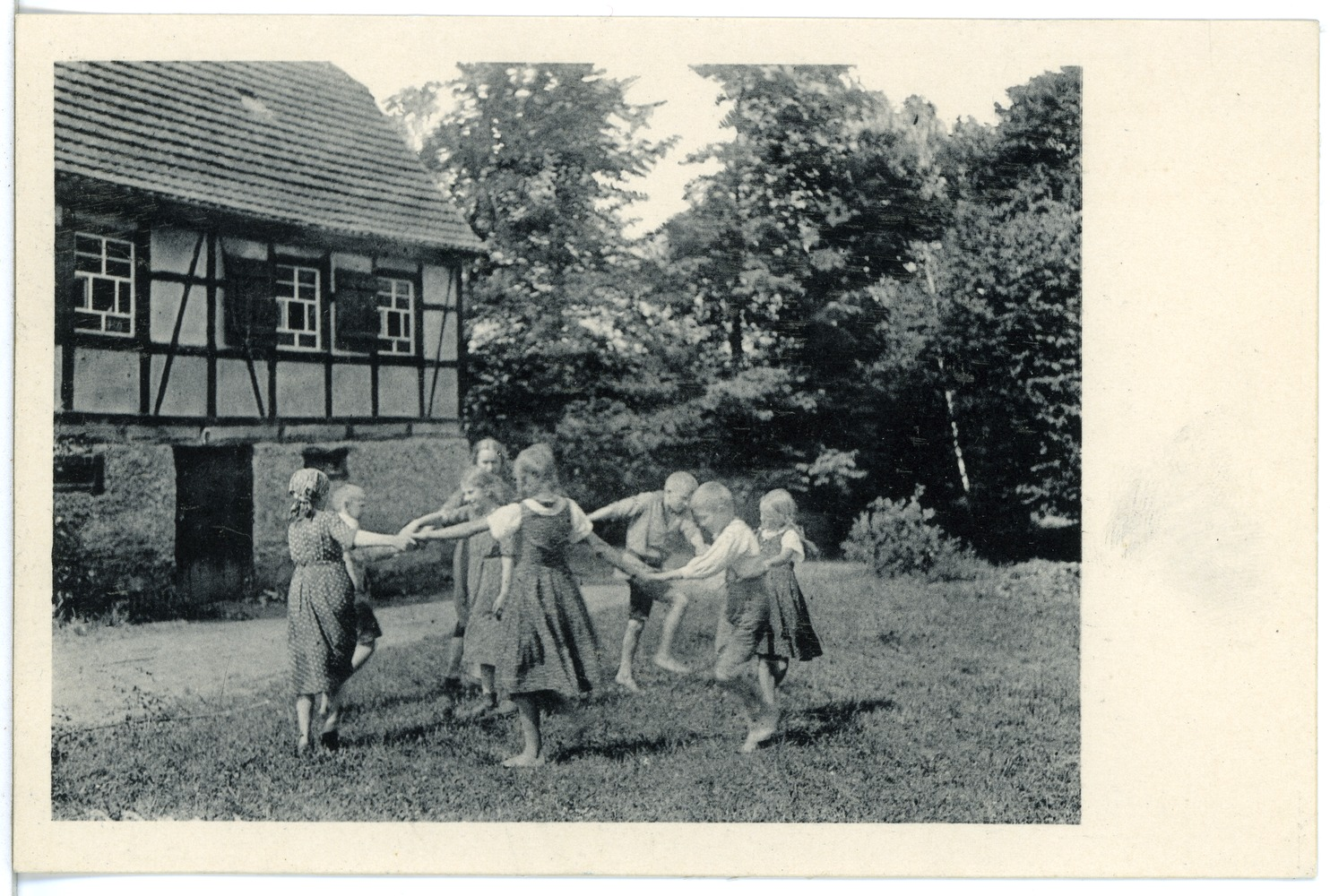
Leden van de Wandervogel doen een kringdans (ansichtkaart uit 1915).

De naam Wandervogel ('trekvogel') werd gekozen in 1901 naar een voorstel van Wolfgang Meyen. Het woord wordt gebruikt in een gedicht van Otto Roquette, dat door de Wandervogel-groep in Steglitz als lied zou zijn gezongen. Hij laat dit begrip in de tweede strofe op mensen slaan:
Ihr Wandervögel in der Luft,
im Ätherglanz, im Sonnenduft
in blauen Himmelswellen,
euch grüß’ ich als Gesellen!
Ein Wandervogel bin ich auch
mich trägt ein frischer Lebenshauch,
und meines Sanges Gabe
ist meine liebste Habe.
('Jullie trekvogels in de lucht / in etherglans, in zonnegeur / in blauwe hemelgolven / ik groet jullie als gezellen // Ook ik ben een trekvogel / een frisse levensbries trekt mij / en mijn gave om te zingen / is mijn liefste bezit).
Andere mogelijke verklaringen worden minder waarschijnlijk geacht.

## De voorloper Hermann Hoffmann
Als student rechtswetenschap gaf Hermann Hoffmann (1875–1955) les aan het Gymnasium van Steglitz. In de jaren 1896-1899 organiseerde hij wandeltochten in onder andere het Harz-gebergte, in de deelstaat Brandenburg, in het Rhön-gebergte, het Spessart-gebergte en langs de Rijn.
Hoffmann gaf meteen een duidelijke structuur aan de wandelgroepen, door een gids of leider aan te stellen en daaronder de groep in te delen naar ervaring (beginnelingen werden Wanderfüchse ('wandelvossen') genoemd, ervaren wandelaars Wanderburschen ('wandelkerels')).
Er namen 20 scholieren deel aan de zomertocht in het Bohemer Woud in 1899, waaronder de latere Wandervogels Karl Fischer (die door Hoffmann in 1900 als zijn opvolger werd aangewezen), Hans Breuer, Wolfgang Meyen en Richard Weber.
Hermann Hoffmann werd als vijftienjarige door een leraar op het idee gebracht om wandeltochten met leeftijdsgenoten te ondernemen. Hij maakte toen daadwerkelijk al met enkele anderen een tocht naar de Magdeburger Tor.

## Geschiedenis van de Wandervogel

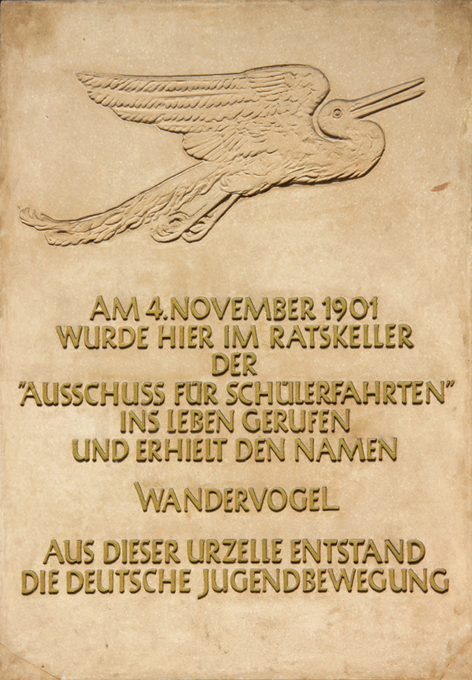
Herinneringsplaquette voor de oprichting van de Wandervogel in het raadhuis van Steglitz. De tekst luidt: "Op 4 november 1901 werd hier in de raadskelder de 'Commissie voor schoolreizen' in het leven geroepen en verkreeg de naam Wandervogel. Uit deze eerste groep ontstond de Duitse Jeugdbeweging".

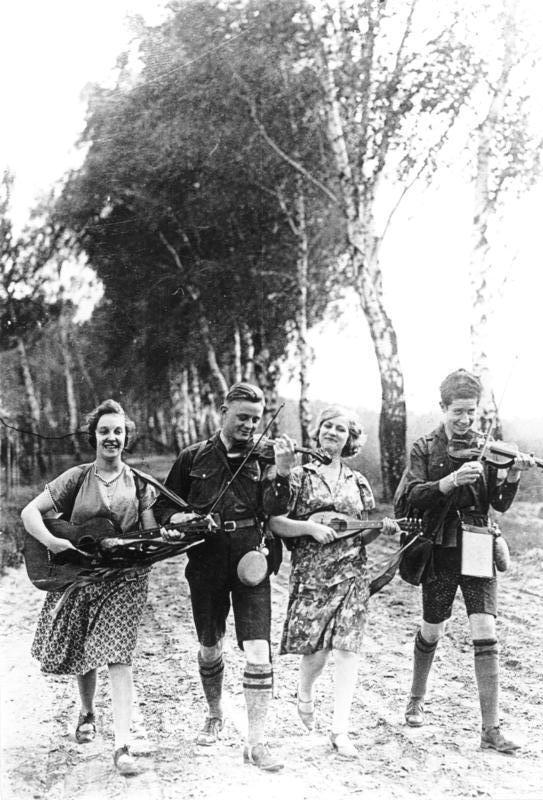
Leden van de Wandervogel musiceren in de buitenlucht.

Karl Fischer richtte, vijf jaar na het ontstaan van de wandelbeweging, in 1901 de stichting Wandervogel - Commissie voor schoolreizen op.
Het ideaal dat Fischer voor ogen had, waren de reizen die studenten maakten in de Middeleeuwen. De leiders van de wandelgroepen noemde hij 'Bachanten' of  'Vaganten', naar de middeleeuwse rondtrekkende vagebond-studenten. Hij voerde een herkenningsfluitje in, voerde als begroeting de geluk- en zegenwens 'Heil!' in, en had een voorliefde voor het zingen van volksliedjes en marsliederen. Ook werd het gebruikelijk om herkenbare kleding te dragen.
Vanaf 1904 ontstonden er meerdere afsplitsingen. De vier belangrijkste waren:
- Der Wandervogel - eingetragener Verein zu Steglitz (WV e.V.)
- Der Alt-Wandervogel (AWV)
- Wandervogel, Deutscher Bund für Jugendwanderungen (WVDB)
- Der Jung-Wandervogel (JWV)

In 1909 verscheen de liedbundel Der Zupfgeigenhansl, die op grote schaal binnen de Wandervogel werd gebruikt. Het werd het meest wijdverbreide en invloedrijkste liedboek met Duitse volksliedjes.
De Wandervogel-beweging probeerde politiek neutraal te blijven. Toen de Jeugdbeweging (die uit de Wandervogel voort was gekomen) in 1913 de Erste Freideutsche Jugendtag organiseerde (een 'feest voor de jeugd'), namen de Wandervogel daar daarom officieel niet aan deel.
Rond de Eerste Wereldoorlog kwam het tussen groepen van de Wandervogel-beweging en van de Padvinderij tot samenwerkingen en versmeltingen. De nieuwe groeperingen ook bekend als Bündische Jugend (jeugd in verbondenheid) hadden niet alleen aandacht voor reizen, de natuur en voor een romatisch verlangen naar een oorspronkelijke volkscultuur, maar waren ook maatschappelijk en politiek betrokken.
Tussen 1933 en 1935 werden de resterende Wandervogel-groepen en de Bündische Jugend door de nationaalsocialisten verboden en moesten gedwongen overgaan tot de Hitlerjugend (HJ).
Na de Tweede Wereldoorlog werden veel van deze groepen opnieuw opgericht en vele bestaan tot de dag van vandaag. Hiertoe horen onder meer de Nerother Wandervogel (NWV) en de Zugvogel deutscher Fahrtenbund (ZV).

## Doorwerking van de Wandervogel

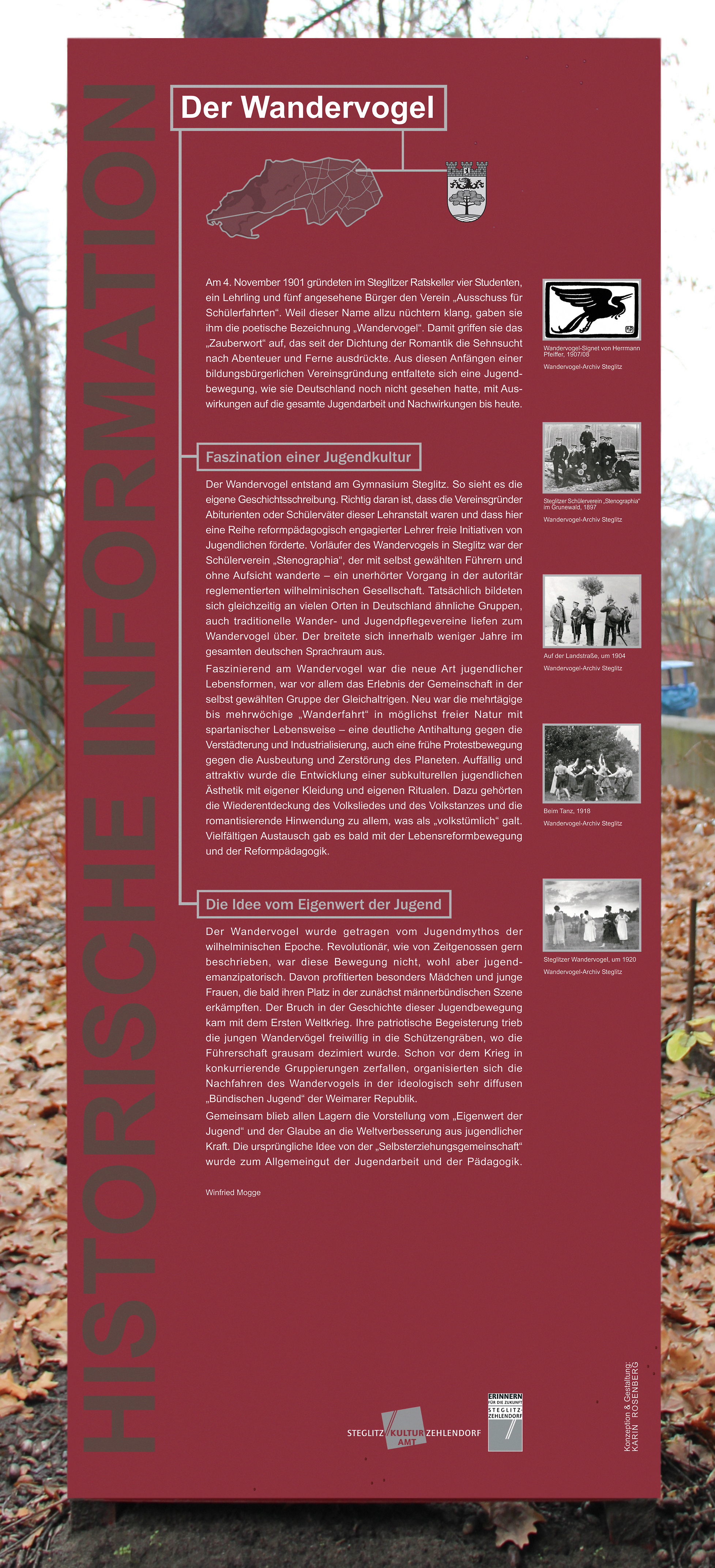
Herinneringsbord in Steglitz, Berlijn.

Het wereldwijde netwerk van Jeugdherbergen heeft zijn wortels mede in de Wandervogel-beweging. Ook de nieuwe 'reform'-pedagogiek is mede uit deze jeugdbeweging voortgekomen. In studentenkringen ontstond in 1923 het Deutsche Gildenschaft als tak van de Wandervogel.
In 1909 gaf Hans Breuer de liedbundel Der Zupfgeigenhansl uit, met volksliedjes die uit de volksmond waren opgetekend. Mede dankzij de populariteit in de Wandervogelgroepen, werd dit het meest verbreide liedboek met Duitse volksliedjes.

### Nederland
In Nederland ontstonden er naar het voorbeeld van de Wandervogel jeugdbewegingen rond de kweekscholen, met het Baknieuws (1897-ca. 1900), de Kweekelingen-Bode (1903-1911) en de Kweekelingen Geheelonthouders Bond (1906-1921). Met name de periode 1918-1930 wordt beschouwd als de bloeitijd van de Jeugdbeweging in Nederland, met onder meer de NBAS (Nederlandse Bond van Abstinent Studerenden; 1919) en de NJN (Nederlandse Jeugdbond voor Natuurstudie; 1920).
De Nederlands-Duitse taalkundige prof.dr. Herman Wirth te Baarn richtte april 1920 samen met zijn vrouw de Landbond der Dietsche Trekvogels op, waarvan de leden met muzikale optredens door Nederland trokken. De organisatie was geënt op de Duitse jeugdmuziekbeweging en de nieuwe generatie van conservatieve bondsjeugd (Bündische Jugend). Hij werd ondersteund door bekende persoonlijkheden van conservatieve huize, waaronder de koningin. De bond hanteerde radicaal nationalistische denkbeelden, was sterk gekant tegen het grote-stadsleven en had als embleem de rijksadelaar met swastika. De beweging werd na het vertrek van Wirth in 1922 ontbonden.
Oud-kwekeling Piet Tiggers stimuleerde muziekbeoefening en het zingen van volksliedjes bij de socialistische AJC (Arbeiders Jeugd Centrale; 1918-1959) en gaf met Jop Pollmann in 1941 de zeer wijdverspreide liedbundel Nederlands volkslied uit, die behalve in het onderwijs ook jarenlang veel gebruikt bleef in jongerenverenigingen.

### Andere Landen
In 1907 werd in Zwitserland de Wandervogel. Schweizerischer Bund für alkoholfreie Jugendwanderungen opgericht. In 1911 werd in Oostenrijk de Österreichische Wandervogel opgericht.